# Shoya Tomizawa

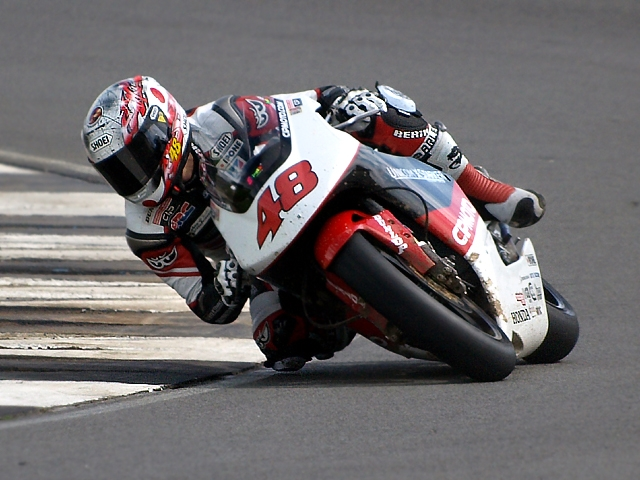
Tomizawa au Grand Prix de Grande-Bretagne 2009 sur le circuit de Donington Park.

Pour les articles homonymes, voir Tomizawa.
Shōya Tomizawa (富沢 祥也, Tomizawa Shōya), né le 10 décembre 1990 à Chiba, au Japon, et mort le 5 septembre 2010 à Riccione, était un pilote vitesse moto participant au grand prix moto dans les années 2000-2010. Il est mort à la suite d'un accident lors du Grand Prix de Saint-Marin de Moto2 en 2010. Il a réalisé sa première saison complète en 2009.

## Biographie
Le 11 avril 2010, il entre dans l'histoire, en devenant le premier vainqueur d'une course de Moto2 sur le circuit de Losail au Qatar, lors du Grand Prix du Qatar.
Il est victime d'une terrible chute le 5 septembre 2010 lors du Grand Prix de Saint-Marin de Moto2. Sa roue arrière s'est dérobée dans le gazon artificiel du onzième virage Curvone lors du neuvième tour ; il a été par la suite violemment percuté par la moto de Scott Redding et d'Alex De Angelis qui n'ont rien pu faire pour éviter le choc du fait de leur proximité et la vitesse élevée (estimée dans ce virage entre 210 et 230 km/h). Après avoir été réanimé et mis dans le coma avec assistance respiratoire, les médecins ont constaté de multiples fractures qui se sont avérées fatales ; il est déclaré mort un peu plus d'une heure après l’accident, à l'hôpital de Riccione. Il est le premier pilote à mourir le jour même lors d'un Grand Prix depuis Ivan Pallazzese en 1989 qui avait été tué dans des conditions similaires dans un accident impliquant également Bruno Bonhuil et Fabio Barchitta à Hockenheim.

## Statistiques
| Saison | Catégorie | Moto  | Courses | Victoire | Podiums | Poles | MT¹ | Pts | Classement | Titre |
| ------ | --------- | ----- | ------- | -------- | ------- | ----- | --- | --- | ---------- | ----- |
| 2006   | 125 cm3   | Honda | 1       | 0        | 0       | 0     | 0   | 0   | NC         | –     |
| 2007   | 125 cm3   | Honda | 1       | 0        | 0       | 0     | 0   | 0   | NC         | –     |
| 2008   | 250 cm3   | Honda | 1       | 0        | 0       | 0     | 0   | 2   | 26e        | –     |
| 2009   | 250 cm3   | Honda | 15      | 0        | 0       | 0     | 0   | 32  | 17e        | –     |
| 2010   | Moto2     | Suter | 10      | 1        | 2       | 2     | 0   | 82  | 7e         | –     |
| Total  |           |       | 28      | 1        | 2       | 2     | 0   | 116 |            | 0     |

- ¹MT = Meilleur tour en course